# Экспериментальный (Ростовская область)
Экспериментальный — посёлок в Зерноградском районе Ростовской области России.
Входит в состав Зерноградского городского поселения.

## География

### Улицы
| - ул. Береговая, - ул. Гагарина, - ул. Гастелло, - ул. Заречная, - ул. Комарова, - ул. Лелюшенко, - ул. Осипенко, - ул. Остапенко, | - ул. Пионерская, - ул. Придорожная, - ул. Резенкова, - ул. Садовая, - ул. Северная, - ул. Специалистов, - ул. Степная, - ул. Шоссейная, | - пер. Пушкинский, - пер. Фельдшерский, - пер. Центральный, - пер. Экспериментальный. |

## История
До 1963 г. носил название населенный пункт опытного хозяйства ВНИИМЭСХ.В 1986 г установлен ПАМЯТНИК ПОГИБШИМ СОВЕТСКИМ ВОЙНАМ  , погибшим в боях за пос. Экспериментальный с немецко-фашистскими захватчиками в 1942 году. Перезахоронение останков 370 советских воинов прошло 8 мая 1986 года в соответствии с Решением Зерноградского исполкома городского Совета народных депутатов от 12.04.1986 г. № 99 «О перезахоронении останков погибших советских воинов в годы Великой Отечественной войны на территории ОПХ ВНИПТИМЭСХ».
Мемориальные плиты с именами 263 воинов, погибших в боях за  пос. Экспериментальный, установлены в 2015 году в честь 70-й годовщины Победы в Великой Отечественной войне.
В посёлке Экспериментальный  жил и работал Герой Советского Союза Кирилл Филиппович Резенков

## Население
| 2010 |
| ---- |
| 904  |